# موتورولا ۶۸۰۰۰
موتورولا ۶۸۰۰۰ (انگلیسی: Motorola 68000) که به آن m68k یا Motorola 68k هم گفته می‌شود، نام یکی از معماری‌های ریزپردازنده با طراحی CISC است که در دو نوع ۱۶ بیتی و ۳۲ بیتی و در نسخه‌های مختلف تولید می‌شود. پردازنده‌هایی با این معماری هم‌اکنون توسط شرکت فری اسکیل ساخت و توزیع می‌شود.
در اواخر قرن بیستم این معماری نقش بزرگی پیدا کرده بود و به معماری پردازنده متداول آن دوران تبدیل شده بود به طوری که هر سه شرکت آتاری، کومودور و اپل در کامپیوترهای شخصی خود (Atari ST , آمیگا و مکینتاش) از این نوع پردازنده استفاده می‌کردند. هم‌اکنون نیز با وجود گذر چندین دهه از ساخت این پردازنده‌ها هنوز هم در مصارف مختلف استفاده می‌شوند.

## موارد استفاده از این نوع پردازنده
- در کنسول بازی ویدئویی سگا جنسیس و سگا مگا سی‌دی به عنوان CPU اصلی